# Élections législatives croates de 2015
Les élections législatives croates de 2015 (en croate : Hrvatski parlamentarni izbori 2015) se tiennent le dimanche 8 novembre 2015, afin d'élire les 151 députés de la 7e législature du Parlement pour un mandat de quatre ans.
Auteure d'une campagne conservatrice, la Coalition patriotique (DK) s'impose de justesse face à l'alliance La Croatie grandit (HR) du Premier ministre social-démocrate Zoran Milanović, victime de la mauvaise conjoncture économique. Le Pont (Most), qui décroche la troisième place sur un message favorable à la réduction de la dépense publique, choisit de s'associer avec la DK pour former une majorité. Deux mois et demi après le scrutin, l'entrepreneur sans appartenance partisane Tihomir Orešković prend la tête d'un gouvernement de coalition dont le véritable homme fort est le conservateur Tomislav Karamarko.

## Contexte
Lors des élections législatives du 4 décembre 2011, la Coalition Cocorico (KK) de centre gauche remporte la majorité absolue des sièges avec plus de 80 députés. Elle met ainsi un terme à 20 ans de pouvoir quasi-ininterrompu de l'Union démocratique croate (HDZ). Le gouvernement formé par le Premier ministre social-démocrate Zoran Milanović obtient le 23 décembre suivant la confiance du Parlement.
Le 1er juillet 2013, la Croatie devient le 28e État membre de l'Union européenne (UE). Elle est alors le deuxième pays de l'ancienne Yougoslavie à rejoindre l'UE après la Slovénie.
Lors de l'élection présidentielle de 2014-2015, le président de la République Ivo Josipović, soutenu par le Parti social-démocrate de Croatie (SDP), est battu au second tour par la candidate de l'Union démocratique croate, Kolinda Grabar-Kitarović. Bien qu'il ne gouverne pas, le chef de l'État sortant doit sa défaite au mauvais bilan économique de Zoran Milanović, le pays étant toujours en récession tandis que le chômage touche 20 % de la population active et la moitié des jeunes. Le premier tour a été marqué par le score à deux chiffres de l'anarchiste Ivan Vilibor Sinčić et la campagne par la rhétorique nationaliste employée par Grabar-Kitarović.

## Mode de scrutin

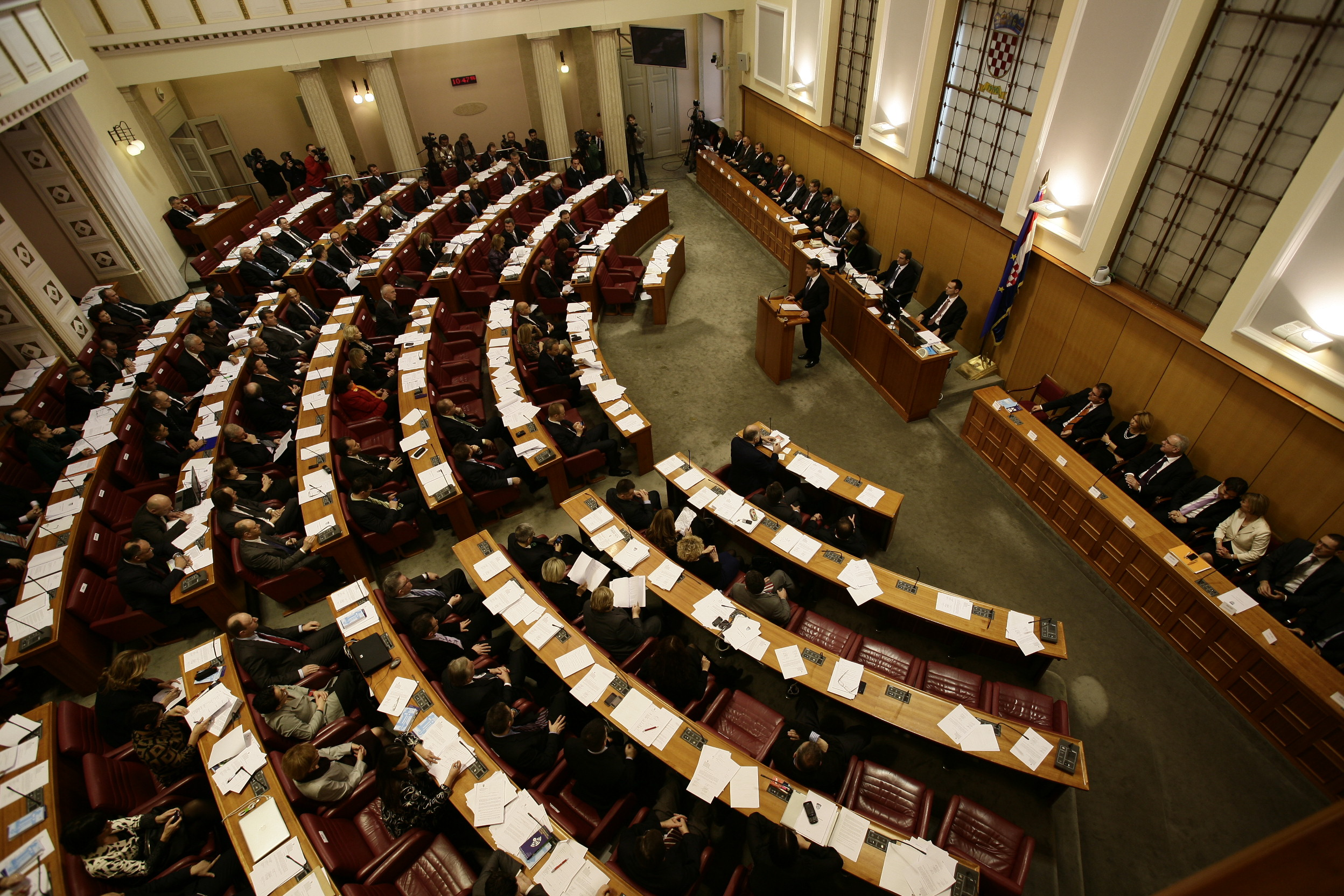
Salle des séances du Parlement.

Le Parlement de Croatie — en croate Hrvatski sabor, souvent abrégé en Sabor — est un parlement unicaméral doté de 151 sièges pourvus pour quatre ans au scrutin proportionnel plurinominal avec listes semi-bloquées et seuil électoral de 5 % dans douze circonscriptions électorales. Dix d'entre elles — dotées de quatorze sièges chacune — sont basées sur les limites des vingt comitats du pays et de la capitale Zagreb, ajustées de manière à obtenir une répartition relativement uniforme des électeurs croates, une marge de plus ou moins 5 % étant tolérée d'une circonscription à l'autre. Trois autres sièges sont réservés à la diaspora croate, le reste du monde formant une onzième circonscription. Les huit sièges restants sont quant à eux réservés aux vingt-deux minorités ethniques nationales reconnues par le gouvernement croate et sont à pourvoir au scrutin majoritaire dans une douzième circonscription qui se superpose aux dix premières et recouvre l'ensemble du pays. Trois sièges sont ainsi réservés aux Serbes, un aux Italiens, un aux Hongrois, un aux Tchèques et Slovaques, un aux Albanais, Bosniaques, Macédoniens, Monténégrins et Slovènes et enfin un aux Autrichiens, Bulgares, Allemands, Juifs, Polonais, Roms, Roumains, Ruthènes, Russes, Turcs, Ukrainiens et Valaques. Dans chacun de ces groupes, le ou les candidats ayant réuni le plus de voix sont élus.

## Campagne
La campagne est dominée par les enjeux économiques. La Croatie, pays le plus pauvre de l'Union européenne (UE), sort en effet de six années de récession, mais le chômage touche encore 16,2 % de la population active, et atteint 40 % chez les jeunes. Le Premier ministre Zoran Milanović espère profiter aussi bien de la reprise de l'économie que de sa bonne gestion de la crise migratoire, 300 000 migrants étant passés à travers le pays entre la mi-septembre et fin octobre, après que la Hongrie avait fermé sa frontière avec la Serbie. Critique à l'égard de cette politique, le chef de file de la Coalition patriotique (DK) Tomislav Karamarko, ancien ministre de l'Intérieur, renonce à la remettre en cause en raison du soutien massif des Croates aux choix de Milanović. Il choisit de porter un message conservateur, en défendant les « valeurs chrétiennes » de la Croatie et se disant opposé au mariage pour les couples de personnes de même sexe.

### Principales forces politiques
| Parti/coalition | Parti/coalition                                                          | Chef de file                       | Idéologie                                                                        | Résultat en 2011           |
| --------------- | ------------------------------------------------------------------------ | ---------------------------------- | -------------------------------------------------------------------------------- | -------------------------- |
|                 | La Croatie grandit (SDP, HNS, HL-SR, HSU, A-HSS, ZS) Hrvatska raste (HR) | Zoran Milanović (Premier ministre) | Centre gauche Social-démocratie, social-libéralisme, régionalisme                | 45,9 % des voix 84 députés |
|                 | Coalition patriotique (HDZ, HSS, HSP-AS, HSLS) Domoljubna koalicija (DK) | Tomislav Karamarko                 | Centre droit à droite Libéral-conservatisme, démocratie chrétienne, nationalisme | 32,9 % des voix 46 députés |
|                 | Le Pont Most nezavisnih lista (Most)                                     | Božo Petrov                        | Centre droit Conservatisme fiscal, libéralisme, attrape-tout                     | Inexistant                 |

## Résultats
|                           |                                                             |                                                             |                                                             |           |       |       |               |               |
| Parti/coalition           | Parti/coalition                                             | Parti/coalition                                             | Parti/coalition                                             | Voix      | %     | +/-   | Sièges        | +/-           |
|                           | Coalition patriotique (DK)                                  | Coalition patriotique (DK)                                  | Coalition patriotique (DK)                                  | 771 070   | 34,64 | 1,76  | 59            | 13            |
|                           | Union démocratique croate (HDZ)                             | Union démocratique croate (HDZ)                             | 49                                                          | 771 070   | 34,64 | 1,76  | 5             |               |
|                           | Parti croate du droit – Ante Starčević (HSP-AS)             | Parti croate du droit – Ante Starčević (HSP-AS)             | 3                                                           | 771 070   | 34,64 | 1,76  | 2             |               |
|                           | Parti social-libéral croate (HSLS)                          | Parti social-libéral croate (HSLS)                          | 2                                                           | 771 070   | 34,64 | 1,76  | 2             |               |
|                           | Parti paysan croate (HSS)                                   | Parti paysan croate (HSS)                                   | 2                                                           | 771 070   | 34,64 | 1,76  | 1             |               |
|                           | Bloc des retraités ensemble (BUZ)                           | Bloc des retraités ensemble (BUZ)                           | 1                                                           | 771 070   | 34,64 | 1,76  | 1             |               |
|                           | Parti chrétien-démocrate croate (HDS)                       | Parti chrétien-démocrate croate (HDS)                       | 1                                                           | 771 070   | 34,64 | 1,76  | 1             |               |
|                           | Croissance (Hrast)                                          | Croissance (Hrast)                                          | 1                                                           | 771 070   | 34,64 | 1,76  | 1             |               |
|                           | Parti démocrate de Zagorje (ZDS)                            | Parti démocrate de Zagorje (ZDS)                            | 0                                                           | 771 070   | 34,64 | 1,76  | en stagnation |               |
|                           | La Croatie grandit (HR)                                     | La Croatie grandit (HR)                                     | La Croatie grandit (HR)                                     | 742 909   | 33,75 | 12,14 | 56            | 28            |
|                           | Parti social-démocrate de Croatie (SDP)                     | Parti social-démocrate de Croatie (SDP)                     | 42                                                          | 742 909   | 33,75 | 12,14 | 19            |               |
|                           | Parti populaire croate - Démocrates libéraux (HNS)          | Parti populaire croate - Démocrates libéraux (HNS)          | 9                                                           | 742 909   | 33,75 | 12,14 | 4             |               |
|                           | Travaillistes croates - Parti du travail (HL-SR)            | Travaillistes croates - Parti du travail (HL-SR)            | 3                                                           | 742 909   | 33,75 | 12,14 | 3             |               |
|                           | Parti croate des retraités (HSU)                            | Parti croate des retraités (HSU)                            | 2                                                           | 742 909   | 33,75 | 12,14 | 2             |               |
|                           | Véritable Parti paysan croate (A-HSS)                       | Véritable Parti paysan croate (A-HSS)                       | 0                                                           | 742 909   | 33,75 | 12,14 | en stagnation |               |
|                           | Parti de Zagorje (ZS)                                       | Parti de Zagorje (ZS)                                       | 0                                                           | 742 909   | 33,75 | 12,14 | en stagnation |               |
|                           | Le Pont des listes indépendantes (Most)                     | Le Pont des listes indépendantes (Most)                     | Le Pont des listes indépendantes (Most)                     | 303 564   | 13,64 | Nv    | 19            | 19            |
|                           | Bouclier humain (ZZ)                                        | Bouclier humain (ZZ)                                        | Bouclier humain (ZZ)                                        | 94 877    | 4,26  | Nv    | 1             | 1             |
|                           | Coalition du travail et de la solidarité (KRS)              | Coalition du travail et de la solidarité (KRS)              | Coalition du travail et de la solidarité (KRS)              | 75 527    | 3,39  | Nv    | 2             | 2             |
|                           | Bandić Milan 365 (hr) (BM365-SRS)                           | Bandić Milan 365 (hr) (BM365-SRS)                           | 2                                                           | 75 527    | 3,39  | Nv    | 2             |               |
|                           | Alliés                                                      | Alliés                                                      | 0                                                           | 75 527    | 3,39  | Nv    | en stagnation |               |
|                           | Le droit à nous-mêmes (PnS)                                 | Le droit à nous-mêmes (PnS)                                 | Le droit à nous-mêmes (PnS)                                 | 42 193    | 1,90  | Sép   | 3             | en stagnation |
|                           | Diète démocrate istrienne                                   | Diète démocrate istrienne                                   | 3                                                           | 42 193    | 1,90  | Sép   | en stagnation |               |
|                           | Alliance de Primorje-Gorski Kotar (PGS)                     | Alliance de Primorje-Gorski Kotar (PGS)                     | 0                                                           | 42 193    | 1,90  | Sép   | en stagnation |               |
|                           | Liste pour Rijeka (RI)                                      | Liste pour Rijeka (RI)                                      | 0                                                           | 42 193    | 1,90  | Sép   | en stagnation |               |
|                           | Développement durable croate (ORaH)                         | Développement durable croate (ORaH)                         | Développement durable croate (ORaH)                         | 38 830    | 1,74  | Nv    | 0             | en stagnation |
|                           | Croatie triomphante (UH)                                    | Croatie triomphante (UH)                                    | Croatie triomphante (UH)                                    | 34 573    | 1,55  | Nv    | 1             | 1             |
|                           | Parti populaire - Les Réformistes (NS-R)                    | Parti populaire - Les Réformistes (NS-R)                    | 1                                                           | 34 573    | 1,55  | Nv    | 1             |               |
|                           | En avant la Croatie - Alliance progressiste (NH-PS)         | En avant la Croatie - Alliance progressiste (NH-PS)         | 0                                                           | 34 573    | 1,55  | Nv    | en stagnation |               |
|                           | Alliés                                                      | Alliés                                                      | 0                                                           | 34 573    | 1,55  | Nv    | en stagnation |               |
|                           | Alliance démocratique croate de Slavonie et Baranya (HDSSB) | Alliance démocratique croate de Slavonie et Baranya (HDSSB) | Alliance démocratique croate de Slavonie et Baranya (HDSSB) | 30 443    | 1,37  | 1,56  | 2             | 4             |
|                           | Au nom de la famille - Projet patrie (UiO-PD)               | Au nom de la famille - Projet patrie (UiO-PD)               | Au nom de la famille - Projet patrie (UiO-PD)               | 23 429    | 1,05  | Nv    | 0             | en stagnation |
|                           | Minorités nationales                                        | Minorités nationales                                        | Minorités nationales                                        | 8         | 8     | 8     | 8             | en stagnation |
|                           | Parti démocratique indépendant serbe (SDSS)                 | Parti démocratique indépendant serbe (SDSS)                 | 3                                                           | 3         | 3     | 3     | en stagnation |               |
|                           | Autres                                                      | Autres                                                      | 5                                                           | 5         | 5     | 5     | 1             |               |
|                           | Autres                                                      | Autres                                                      | Autres                                                      | 68 508    | 3,08  |       | 0             | 5             |
|                           |                                                             |                                                             |                                                             |           |       |       |               |               |
| Suffrages exprimés        | Suffrages exprimés                                          | Suffrages exprimés                                          | Suffrages exprimés                                          | 2 225 923 | 98,26 |       |               |               |
| Votes blancs et invalides | Votes blancs et invalides                                   | Votes blancs et invalides                                   | Votes blancs et invalides                                   | 39 367    | 1,74  |       |               |               |
| Total                     | Total                                                       | Total                                                       | Total                                                       | 2 265 290 | 100   | –     | 151           | en stagnation |
| Abstention                | Abstention                                                  | Abstention                                                  | Abstention                                                  | 1 327 051 | 36,94 |       |               |               |
| Inscrits / participation  | Inscrits / participation                                    | Inscrits / participation                                    | Inscrits / participation                                    | 3 592 341 | 63,06 |       |               |               |

## Analyse
La Coalition patriotique (DK) de Tomislav Karamarko l'emporte sur La Croatie grandit (HR) du Premier ministre Zoran Milanović, mais ce dernier peut espérer se maintenir au pouvoir avec le soutien des petits partis. La DK, auteure d'une campagne nationaliste et critique des résultats économiques du gouvernement, tire profit de sa position plus ferme que la HR sur la question des contrôles frontaliers pour gérer les flux migratoires. Portant un message de réforme du secteur public et favorable aux entreprises, Le Pont (Most) décroche la troisième place et devient l'objet de toutes les attentions.

## Conséquences
Après plusieurs semaines de négociations, la Coalition patriotique et Le Pont concluent le 22 décembre un accord de coalition. Ils proposent le lendemain la désignation de l'entrepreneur croato-canadien Tihomir Orešković, sans appartenance partisane, au poste de Premier ministre. Son gouvernement obtient la confiance du Parlement le 22 janvier 2018, par 83 voix favorables. Véritable homme fort de l'exécutif en tant que vice-Premier ministre, Tomislav Karamarko choisit de confier — au titre de la HDZ — le ministère de la Culture à Zlatko Hasanbegović, personnalité controversée pour sa proximité avec l'idéologie oustachie, et celui des Anciens combattants à Miro Crnoja, contraint à la démission au bout de six jours pour fraude fiscale et qui avait défendu la création d'un « registre des traîtres à la Nation ».